# Australopacifica huttoni
Australopacifica huttoni är en plattmaskart som först beskrevs av Graff 1899.  Australopacifica huttoni ingår i släktet Australopacifica och familjen Geoplanidae. Inga underarter finns listade i Catalogue of Life.